# Sarah Y. Mason
Sarah Y. Mason (31. marts 1896 – 28. november 1980) var en amerikansk manuskriptforfatter.
Hun og hendes mand vandt en Oscar for bedste filmatisering for filmen Pigebørn i 1934.